# Pufești
Pufești es una comuna ubicada en el distrito de Vrancea, Rumania.

## Superficie
Posee una superficie de 56,85 kilómetros cuadrados.

## Demografía
Hasta 2021 la población era de 4174 habitantes, con una densidad de población de 73,42 habitantes por kilómetro cuadrado.